# Alpaida kochalkai
Alpaida kochalkai là một loài nhện trong họ Araneidae.
Loài này thuộc chi Alpaida. Alpaida kochalkai được Herbert Walter Levi miêu tả năm 1988.